# Duke Mathematical Journal
O Duke Mathematical Journal é um periódico de matemática com revisão por pares publicado pela Duke University Press. Foi estabelecido em 1935. Seus editores-chefe fundadores foram David Widder, Arthur Coble e Joseph Miller Thomas. O primeiro número contém um artigo de Solomon Lefschetz. Leonard Carlitz pertenceu ao quadro de editores durante 35 anos, de 1938 a 1973.

## Impacto
De acordo com o Journal Citation Reports, seu fator de impacto em 2009 foi 1,758, o que o situa na décima posição entre 255 periódicos de matemática.